# Dienstedter Karsthöhle
Die Dienstedter Karsthöhle, auch Oberfeldhöhlen Dienstedt genannt, ist eine Karsthöhle am steilen Südhang des Schenkenkopfberges in 340 Meter Höhe über NN und 23 Meter über dem Wasserspiegel der Ilm auf dem Gebiet der Stadt Stadtilm bei Dienstedt im Ilm-Kreis, Thüringen. Die ca. 150 Meter lange Höhle ist vor zwei bis fünf Millionen Jahren durch Auswaschungen der Ur-Ilm entstanden.

## Geschichte
1957 wurde die Höhle durch den Heimatforscher und Bodendenkmalpfleger Felix Gebser nach mehreren erfolglosen Grabungen entdeckt. Bis 1982 wurde in Zusammenarbeit mit dem Museum für Ur- und Frühgeschichte Thüringens die Freilegung durchgeführt. Dabei wurden Feuerstellenreste, Scherben von Tongefäßen, Knochenwerkzeuge, Tierknochen sowie gut erhaltene, aus Lehm gebrannte Tassen gefunden.
Nach dem Abschluss der Ausgrabungen wurde dann die Höhle 1998 als Schauhöhle eröffnet. Mit Helmen ausgerüstete Besucher können die Höhle auf einer Länge von 150 Metern begehen.

## Beschreibung
In der Höhle sieht man eindrucksvolle Erosionsformen. Die ursprünglich sehr schönen Laugprofile wurden allerdings bei den unsachgemäßen Erschließungsarbeiten teilweise zerstört.
Die Besichtigung der Höhle ist nur nach Voranmeldung und nicht während der Wintermonate möglich.